# 月島琉衣
月島 琉衣（つきしま るい、2008年〈平成20年〉3月1日 - ）は、日本の女性ファッションモデル、女優、元アイドル。『Seventeen』（集英社）の専属モデルである。スターダストプロモーション所属。

## 経歴
2022年にミスセブンティーン2022を受賞し、『Seventeen』専属モデルとして活動。同年11月20日・27日、仮面ライダーシリーズ『仮面ライダーギーツ』の第11話・第12話に出演し、女優デビュー。 
2024年4月2日から5月31日まで放送されたドラマストリーム『からかい上手の高木さん』（TBS）にてオーディションで黒川想矢とダブル主演を勝ち取り、テレビドラマ初主演を果たす。同年4月16日、森永乳業『PURESU（ピュレス）発酵酢ドリンク』でTVCM初出演。同年4月27日から6月29日まで放送された土ドラ10『街並み照らすヤツら』（日本テレビ）でゴールデンプライムタイムの連続ドラマ初出演を果たし、初めてテレビドラマでヒロイン役を務めた。同年6月27日にNetflixにて配信された映画『余命一年の僕が、余命半年の君と出会った話。』で映画初出演。同年11月、第103回全国高等学校サッカー選手権大会の20代目応援マネージャーに就任した。

## 人物
- 趣味はランニング、映画鑑賞、スイーツ作り[1][7]。
- 特技はピアノ、サッカー、側転[1][7]。
- 好きなアーティストはUru、back number[7]。
- 好きな食べ物はアイス、からあげ、ハンバーグ、餃子、さつまいも[7]。
- 憧れの人は北川景子、広瀬すず[7]。

## 出演

### テレビドラマ
- 仮面ライダーギーツ 第11話・第12話（2022年11月20日・27日、テレビ朝日） - 葉山梢 役
- 完全に詰んだイチ子はもうカリスマになるしかないの（2022年11月30日、テレビ東京） - 有加里壱子（学生時代） 役[8]
- 恋する警護24時（2024年1月13日、テレビ朝日） - 岸村里夏（学生時代）役[9]
- からかい上手の高木さん（2024年4月2日 - 5月21日、TBS） - 主演・高木さん 役（黒川想矢とのW主演）[2][10]
- 街並み照らすヤツら（2024年4月27日 - 6月29日、日本テレビ） - ヒロイン・深川莉菜 役[4]
- 西園寺さんは家事をしない  第6話（2024年8月13日、TBS）- 明美 役
- THE突破ファイル3時間SP、突破交番オリジナルドラマSP（2025年1月2日、日本テレビ）- 桐島美穂 役
- ノンレムの窓 2025・新春 第2話「よーい、フィクション!」（2025年1月5日、日本テレビ）[11]
- 僕達はまだその星の校則を知らない（2025年7月14日 - 、関西テレビ・フジテレビ） - 江見芽衣 役[12]

### 映画
- 山田くんとLv999の恋をする（2025年3月28日、KADOKAWA） - 佐々木瑠奈 役[13]

#### 配信映画
- 余命一年の僕が、余命半年の君と出会った話。（2024年6月27日、Netflix）- 早坂夏海 役[5]

### CM
- 森永乳業 PURESU（ピュレス）発酵酢ドリンク（2024年4月16日 - ）[3]
- 柳屋本店 柳屋あんず油（2025年4月10日 - ）[14][15]

## 書籍

### 雑誌
- Seventeen（2022年 - 、集英社）- 専属モデル[16]
- B.L.T.（2024年8月号、東京ニュース通信社）[17]
- 週刊少年サンデー（2025年6号、小学館）[18]